# Paradisier à queue courte
Paradigalla brevicauda
Espèce
Statut de conservation UICN

 LC  : Préoccupation mineure
Statut CITES
Le Paradisier à queue courte (Paradigalla brevicauda) est une espèce d'oiseaux de la famille des Paradisaeidae.

## Distribution
Chaîne Centrale (Nouvelle-Guinée) : des monts Weyland jusqu’à la région de Goroka à l’est

## Habitat
Le paradisier à queue courte est inféodé aux forêts de montagne et à leurs lisières dont il occupe l'étage moyen et supérieur (Gilliard 1969). Il occupe les forêts, y compris de hêtres (Nothofagus), les formations secondaires, les lisières de forêts et les abords de jardins entre 1 400 et 2 600 m mais surtout entre 1 600 et 2 400 m (Frith & Frith 2009).

## Alimentation
Son régime alimentaire comprend des fruits et des petits animaux vivant dans des plantes épiphytes (insectes, araignées, vers, grenouilles arboricoles, scinques). Il explore la strate moyenne ou supérieure de la forêt mais aussi la proximité du sol (Frith & Frith 2009). Ottaviani (2012) montre, photo à l’appui, un spécimen consommant des fruits d’un Dendromyza, amphorogynacée.

## Voix
Le cri d'appel est un hoo-ee mélodieux auquel l’oiseau peut répondre à l'imitation. Le chant consiste en une série de cinq notes sifflées, aiguës et un peu monotones dont les quatre premières montantes et la dernière prolongée (Gilliard 1969).

## Nidification
Le nid est construit dans la fourche d’un arbre ou d’un arbuste feuillu de 5 à 11 m de hauteur, en lisière de forêt ou dans un jardin isolé de la végétation la plus proche. C’est une assez large coupe de racines et ramilles mêlées à de la mousse, des frondes de fougères et de petites plantes feuillues dont des orchidées. Le bord du nid est entièrement composé d’un enchevêtrement de sarments et de vrilles de vigne avec un revêtement intérieur de feuilles sèches et de fines vrilles foncées (Frith & Frith 2009).

## Statut, conservation
BirdLife International (2011) considère l’espèce comme « de préoccupation mineure » car elle occupe un vaste territoire et présente des populations stables sans menace notable.